# Batalla de las Navas de Tolosa
La batalla de las Navas de Tolosa, llamada en la historiografía árabe «batalla de Al-Iqāb» o «batalla del castigo» (معركة العقاب) y en la cristiana también «batalla de Úbeda», enfrentó el 16 de julio de 1212 a un ejército aliado cristiano formado en gran parte por tropas castellanas de Alfonso VIII de Castilla, aragonesas de Pedro II de Aragón, navarras de Sancho VII de Navarra y voluntarios del reino de León y del reino de Portugal contra el ejército numéricamente superior del califa almohade Muhammad al-Nasir en las inmediaciones de la localidad jienense de Santa Elena. Se saldó con la victoria de las tropas cristianas y está considerada como una de las batallas más importantes de la Reconquista.
Fue iniciativa de Alfonso VIII entablar una gran batalla contra los almohades tras haber sufrido la derrota de Alarcos en 1195. Para ello solicitó apoyo al papa Inocencio III para favorecer la participación del resto de los reinos cristianos de la península ibérica y la predicación de una cruzada por la cristiandad, prometiendo el perdón de los pecados a los que lucharan en ella; todo ello con la intercesión del arzobispo de Toledo, Rodrigo Jiménez de Rada. Saldada con victoria del bando cristiano, fue considerada por las relaciones de la batalla inmediatamente posteriores, las crónicas y gran parte de la historiografía como el punto culminante de la Reconquista y el inicio de la decadencia de la presencia musulmana en la península ibérica, aunque en la realidad histórica las consecuencias militares y estratégicas fueron limitadas, y la conquista del valle del Guadalquivir no se iniciaría hasta pasadas unas tres décadas.

## Antecedentes históricos

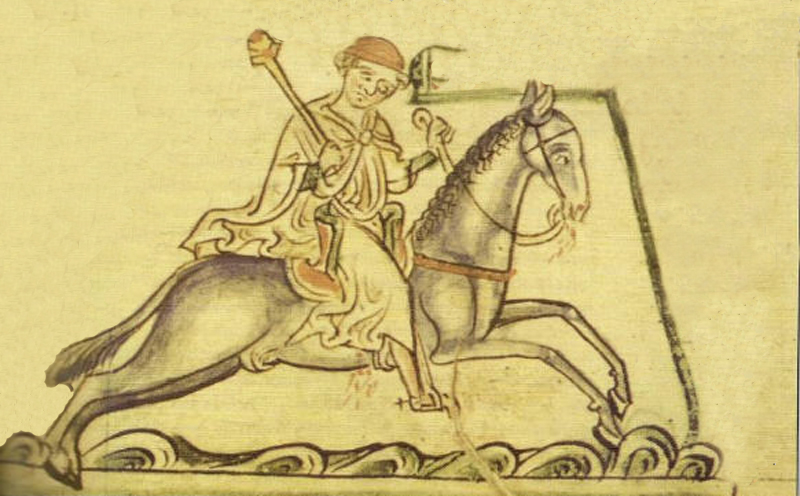
El papa Inocencio III concedió el carácter de cruzada al encuentro de las Navas de Tolosa para facilitar el refuerzo de las tropas hispánicas con caballeros de toda Europa. En esta imagen del aparece cabalgando.

Alfonso VIII de Castilla concibió, posiblemente tras la pérdida del castillo de Salvatierra, que era una posición avanzada de la orden de Calatrava en territorio almohade, la idea de librar una batalla decisiva contra el emir almohade Muhammad an-Nasir, llamado Miramamolín por las fuentes cristianas, por adaptación fonética de su sobrenombre de «Amir al-Mu'minin», 'príncipe de los creyentes' en árabe. Para poder enfrentarse al Imperio almohade, rompió la tregua que mantenía hasta entonces con él, procuró la colaboración de todos los reinos cristianos de la península ibérica y consiguió el apoyo de Pedro II de Aragón y, con más dificultades, el de Sancho VII de Navarra, que tardó en incorporarse a la hueste.
Comenzó los preparativos en 1211, año en que empezó a movilizar tropas y congregarlas en Toledo, que era el punto de reunión de todo el contingente. Además solicitó del papa Inocencio III la consideración de cruzada para recabar caballeros de toda Europa, especialmente de Francia. Para estos preparativos diplomáticos contaba con el arzobispo de Toledo, Rodrigo Jiménez de Rada.
Tras la derrota del rey castellano en la batalla de Alarcos (1195) y la caída del castillo de Salvatierra (1211), que había tenido como consecuencia que los almohades empujaran la frontera hasta los Montes de Toledo, viendo Alfonso VIII amenazada la propia ciudad de Toledo y el valle del Tajo, el rey de Castilla quería resarcirse venciendo a los musulmanes en un combate decisivo y campal. Habiendo fraguado diferentes alianzas con Aragón y Navarra con la mediación del papa y de Jiménez de Rada, y roto las distintas treguas que mantenía con los almohades, se enfrentó en 1212 contra el califa.

## Composición de los ejércitos

### Fuerzas cristianas
El ejército cristiano estaba formado por:
- Las tropas castellanas al mando del rey Alfonso VIII de Castilla, junto con varias milicias urbanas de concejos castellanos o milicias concejiles, entre ellas las de Burgos, Medina del Campo, Valladolid, Cuéllar, Segovia, Soria, Ávila, Arévalo, Almazán, Medinaceli, Béjar y San Esteban de Gormaz. Constituían, junto con las mesnadas de los señores (entre 20 y 100 caballeros cada una, dependiendo del poder de cada señor (un gran ricoshombres—como el alférez de Castilla Álvaro Núñez de Lara y Martín López de Medrano[12]—podía llegar a contar con más de 200), el grueso de las tropas cristianas. Entre ellas destacaba la mesnada real, que constituía la guardia personal del rey y los caballeros que formaban parte de su séquito habitual.
- Las tropas de los reyes Sancho VII de Navarra: Pedro González de Medrano, que asistió a la jornada victoriosa de Las Navas de Tolosa (1212), formando parte de la brillante comitiva que acompañaba a Sancho el Fuerte, y constituyó la nobleza más significativa del reino.[13][14]
- Pedro II de Aragón: las tropas del Pedro II de Aragón se encontraban los obispos de Barcelona, Berenguer de Palou y Tarazona, García Frontín I, así como Sancho I de Cerdaña. Las tropas del rey de Aragón al año siguiente lucharían en la batalla de Muret, donde moriría el mismo rey y entre otros el alférez real Miguel de Luesia. Aproximadamente se congregaron mil caballeros del rey de Aragón y unos doscientos navarros. El ejército aragonés no solo contaba con caballeros aragoneses, sino que también acudieron de sus dominios occitanos, entre ellos el conde Bernardo IV de Cominges. Algunos caballeros portugueses y leoneses combatieron voluntariamente, pero sus reyes Alfonso IX de León y Alfonso II de Portugal rechazaron el llamamiento de Alfonso VIII y el papa por conflictos entre ellos y con Castilla. Por ello, Alfonso VIII pidió la mediación pontificia para evitar ser atacado por otros reinos peninsulares. Inocencio III accedió y amenazó con la excomunión a todo aquel que se atreviera a violar la paz mientras los castellanos lucharan contra los musulmanes. Este hecho contrasta con lo sucedido años atrás, cuando el mismo papa había obligado al monarca castellano, sin éxito, a devolver esos castillos a Alfonso IX, que eran los que causaban el litigio entre los reyes castellano y leonés.

ALIENOR : REGINA | ALFONSUS REX : | MAGISTER : P : FERRANDI[Z] | CASTELLUM DE : UCLES | QUIDAM FRATER.

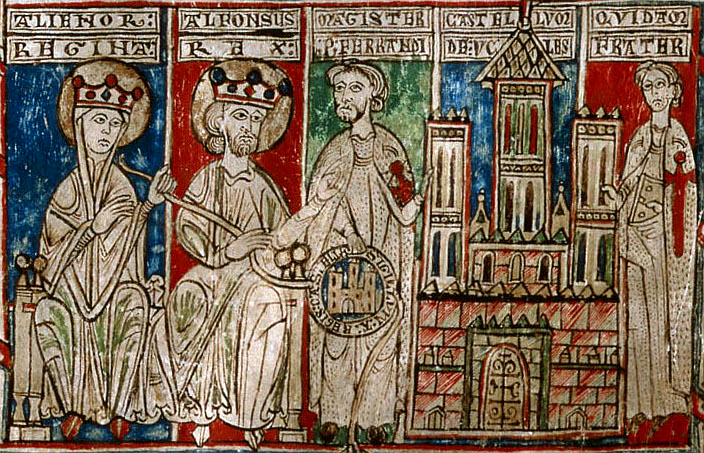
Alfonso VIII de Castilla y Leonor de Plantagenet entregan en 1174 el castillo de Uclés al Maestre de la Orden de Santiago Pedro Fernández de Fuentecalada (Magister P. Ferrandi[z]). Tumbo menor de Castilla. Leyendas: ALIENOR : REGINA QUIDAM FRATER.Leonor, reina; Alfonso, rey; maestre P. Fernández; castillo de Uclés y un fraile (literalmente 'un hermano'), respectivamente.

- Las tropas (freires) de las órdenes militares de Santiago, Calatrava, Temple y Hospital de San Juan. Eran caballeros fuertemente pertrechados y especializados en la guerra, que formaban parte de las fuerzas permanentes al servicio del ejército cristiano. No sería un gran número de caballeros, pero cada freire contaba con un escudero a caballo y uno o dos peones. Un contingente de cien freires podía suponer un cuerpo de medio millar de efectivos en el combate. Además, su disciplina y jerarquización los convertía en una fuerza de élite, que habitualmente se integraba en las grandes batallas en la mesnada real o militia regis, que tenía como obligación constituir la guardia personal del rey y estaba formada por los nobles del séquito regio. Junto con los caballeros de las órdenes militares habría que incluir las guarniciones de los castillos, que en gran parte estaban defendidos por freires de estas órdenes militares, pero no solo por ellos. Los castillos más importantes y expuestos al ataque enemigo (como los de Calatrava, Consuegra o Uclés) podían llegar a contar con una guarnición de cincuenta caballeros, a los que habría que añadir los peones, con un número total de 100 a 200 hombres. Pero había fortalezas guarnecidas por dos o tres caballeros y muchas estaban defendidas por una decena o dos de caballeros y medio centenar de hombres en total.[15]
- Un gran número de cruzados (Alfonso VIII los cifra en 2000, aunque las fuentes medievales suelen exagerar) provenientes de otros países europeos o ultramontanos, llamados así por haber llegado desde más allá de los Pirineos. Estos guerreros, en su mayoría franceses, vinieron atraídos por el llamado del papa Inocencio III, quien a su vez había sido contactado por el arzobispo de Toledo, Jiménez de Rada, por encargo del rey de Castilla. La mayor parte de ellos no llegó a participar en la batalla, ya que abandonó el ejército antes de entrar en liza. Entre los convocados extranjeros figuraban también varios obispos, como los de Nantes o Burdeos. Quedaron unos 150, occitanos sobre todo, con el arzobispo de Narbona Arnaldo Amalric, cuya archidiócesis era una importante sede vinculada a la Corona de Aragón.[16]

Pese a que las cifras son inciertas, quien mejor ha contribuido a esclarecer el número de soldados en la batalla es Carlos Vara Thorbeck, quien calculando el espacio que ocupó el campamento cristiano (2,5 hectáreas) llegó a la conclusión de que el bando cristiano lo formaban aproximadamente 12 000 hombres. Alvira Cabrer juzga esta cifra compatible con sus cálculos, similar a las que dan las fuentes de fines del siglo XIII, razonable, verosímil y aceptada por los trabajos más recientes, como el de Rosado y López Payer (2001) o García Fitz (2005). El número de caballeros cristianos sería de 4.000 jinetes, y de 10 000 infantes (según las estimaciones de Martín Alvira Cabrer). García Fitz concluyó en 2014 que el número de caballeros cristianos sería de alrededor de 4000, a los que acompañarían 8000 peones, lo que suma un total de 12 000 efectivos. Los musulmanes contarían con aproximadamente el doble de combatientes. De todos modos, era un número extraordinario para una época en que los ejércitos cristianos no llegaban casi nunca a 3000 soldados: un millar de caballeros y dos mil peones ya era un importante contingente, pues lo normal es que las batallas medievales se dirimieran con unos centenares de caballeros por bando.

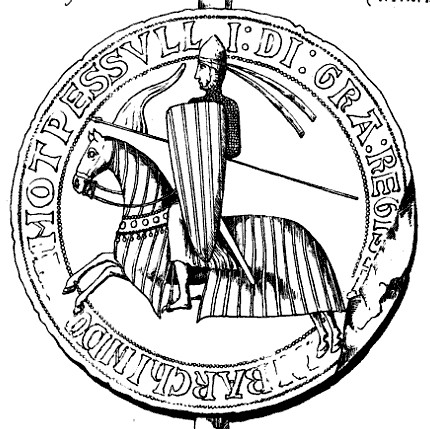
Sello de Pedro II de Aragón (1196-1213), donde se le representa con lanza, pendón, escudo y gualdrapas del caballo ornamentadas con su señal real.

En cuanto al desglose del ejército cristiano, y ateniéndose solo a las fuentes que ofrecen cifras creíbles, y concordantes con las estimaciones científicas actuales, el mayor número de caballeros lo aportaba Castilla, que contaría con aproximadamente el doble que Aragón, también era muy nutrido, con unos mil según el consenso de los especialistas actuales. En las fuentes cronísticas más verosímiles, para el contingente aragonés se da una estimación que va desde los 1300 caballeros de la Crónica ocampiana (una de las crónicas de la familia alfonsí), hasta los 1700 de la Crónica de veinte reyes. Para los navarros se documentan cifras de 200 a 300 caballeros, aunque la mayor parte de los estudiosos se decantan por la primera de las estimaciones. El número de ultramontanos venidos a Toledo se suele exagerar. Las fuentes más verosímiles ofrecen datos de entre 1000 (Crónica latina de los reyes de Castilla) y 2000 caballeros (Carta de Alfonso VIII al papa Inocencio III). Pero para resaltar la magnitud de la deserción y el valor de los reyes españoles tras perder buena parte del ejército, minimizan la cantidad de caballeros que permanecieron, que cifran entre 130 y 150, y por ello los historiadores tienden a quedarse con la mayor de estas cifras. A estos números habría que sumar el de los caballeros villanos de las milicias concejiles, cuyo armamento podía ser muy heterogéneo, yendo desde caballeros de frontera equipados como los de linaje, hasta tropas de caballería ligera por la precariedad de su armamento. Finalmente habría que sumar los caballeros de las órdenes militares (que serían pocos, unas decenas, aunque bien armados) y las milicias de los prelados, que también dispondrían de caballería concejil y altos aristócratas, equipados como caballería pesada. Por cada caballero hay que sumar, dependiendo de la posición social, entre uno y cuatro soldados más, que pueden llegar a ser un escudero a caballo y dos o tres peones en los casos de los ricoshombres, de modo que podría estimarse el total de tropas como el triple, aproximadamente, del de caballeros. Según estos datos, podría ofrecerse el siguiente cuadro sinóptico, donde la primera cifra es la de las estimaciones medias o más frecuentes de los estudiosos recientes, y entre paréntesis las más veraces de entre las que aparecen en las fuentes, indicándola a pie de página:
| Castilla         | Aragón           | Navarra        | Ultramontanos (inicio) | Ultramontanos (batalla) |
| ---------------- | ---------------- | -------------- | ---------------------- | ----------------------- |
| 2000 (2000-2300) | 1000 (1300-1700) | 200 (200 -300) | 1500 (1000 -2000)      | 150 (130-150)           |

### Fuerzas musulmanas

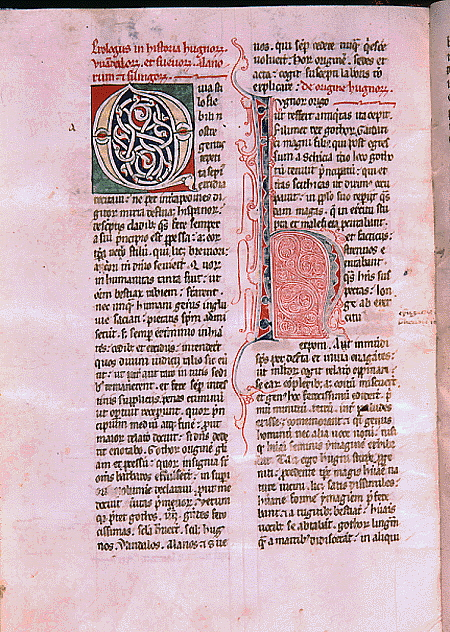
La Historia de los hechos de España (De rebus Hispaniae) fue una historia de la península ibérica escrita en latín por el arzobispo de Toledo Rodrigo Jiménez de Rada en la primera mitad del por encargo del rey Fernando III el Santo. El toledano estuvo presente en la batalla y en toda la campaña, en la que tuvo un papel muy destacado, por lo que su obra es una de las fuentes más valoradas por los historiadores para conocer los sucesos del enfrentamiento de Las Navas de Tolosa.

El ejército cristiano tenía un tamaño ciertamente respetable, pero el gran número de tropas convocadas por el califa almohade Muhammad an-Nasir (Miramamolín para los cristianos) hacía que pareciera pequeño a su lado. Su tamaño fue enormemente exagerado por las crónicas, tanto cristianas como musulmanas: «80 000 caballeros y peones sin cuenta» según Rodrigo Jiménez de Rada y las crónicas alfonsíes, la Carta de Alfonso VIII cifra los caballeros en 185 000, a los que Alberico de Trois-Fontaines suma otros «925 000 jinetes además de incontables peones»; Al-Maqqari, por la parte islámica, habla de 600 000 hombres. Frente a todas estas cifras irreales, hoy en día se tiende a cifrar su número en poco más de 30 000 efectivos. Su composición no era menos heterogénea que la de su oponente. Además del ejército regular, que estaba profesionalizado y dependía del Estado, se componía de levas temporales (reclutamientos forzosos) y de voluntarios yihadistas. El ejército regular estaba formado, a su vez, por diferentes etnias y tribus: bereberes almorávides, otras tribus bereberes, árabes (caballería ligera, especialistas en la táctica del tornafuye), andalusíes, kurdos (los agzaz, la caballería ligera de arqueros), esclavos negros de la guardia personal del emir e incluso mercenarios cristianos, como fue el caso de Pedro Fernández el Castellano, que combatió en el bando almohade en la batalla de Alarcos (1195).
- En primera línea se situaban los peones voluntarios, encargados de entrar en combate los primeros contra las filas enemigas, aunque su preparación militar era muy irregular y su valor como tropa, escaso. Muchos acudían a la llamada desde la yihad o guerra santa de todos los rincones del mundo islámico.
- Inmediatamente detrás se situarían arqueros, ballesteros, además de peones armados con jabalinas y caballería ligera que podía desplazarse con rapidez hacia los flancos, y que también podía utilizar lanzas arrojadizas. Un cuerpo fundamental era el contingente de arqueros a caballo kurdos conocidos como agzaz. Esta unidad de mercenarios de élite había llegado a la Península tras haber sido capturados en lo que ahora es Libia durante la guerra que mantenían los almohades del Magreb con los ayubíes de Egipto. Todo este despliegue tenía como fin recibir la primera carga del enemigo y lanzar sobre él dardos.
- El grueso del ejército regular almohade (formado por cuerpos heterogéneos) se encontraba en una segunda línea o haz detrás de los peones voluntarios, con la potente caballería andalusí, cuyo armamento era similar al de los caballeros cristianos, y la caballería ligera almohade y árabe, que había sido muy eficaz contra los ejércitos cristianos maniobrando por los flancos. La mayoría de sus veteranos y bien armados hombres procedían del noroeste de África, pertenecían a tribus árabes y guerreaban con rápidos movimientos de caballería.
- En la retaguardia había otro haz del ejército regular almohade y tras él, formando una apretada línea en torno a la tienda personal del sultán, se encontraba la llamada Guardia Negra (también denominados imesebelen), integrada por soldados-esclavos procedentes de zonas subsaharianas, que protegían con sus grandes lanzas dispuestas hacia el enemigo y las conteras apoyadas o clavadas en el suelo el palenque o recinto fortificado (mediante objetos del bagaje, los recipientes de las flechas, bestias de carga e incluso camellos) en que se encontraba la tienda del emir. La Guardia Negra era un cuerpo de élite que conformaba la guardia personal del emir, y cuya misión era protegerlo hasta el final de la batalla. Finalmente, lo reforzaban arqueros y ballesteros. En las Navas este dispositivo de la zaga del ejército islámico se situó en una colina (posiblemente el cerro de los Olivares), lo que aumentaba la seguridad y permitía al califa una mayor visibilidad para seguir el curso de los acontecimientos de la batalla.[24]

### Movimientos previos

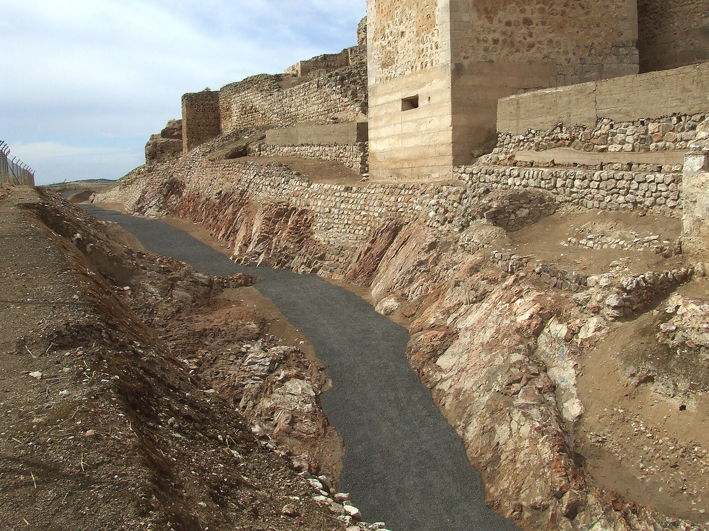
El castillo de Calatrava de época almohade desde el este. El foso seco, en primer término; detrás una torre albarrana. La función del foso seco era evitar las torres de asedio y dificultar los túneles de minado.

El ejército cristiano estaba citado en Toledo el día de Pentecostés de 1212 (20 de mayo) y se puso en camino el 20 de junio avanzando hacia el sur al encuentro de las huestes almohades. Durante la marcha inicial, tras las tomas del castillo de Malagón y el de Calatrava, se produjo la deserción de casi todos los ultramontanos, y las causas aún están por esclarecerse. Según testimonio de Alfonso VIII al papa Inocencio III se produjo por el calor y las incomodidades. Otras fuentes, como la relación del abad de Trois Fontaines, Alberico, y las crónicas castellanas, señalan que por no estar de acuerdo con la política permisiva con la vida de los vencidos. Las tropas ultramontanas ya habrían causado disturbios en Toledo. Los cruzados habían pasado a cuchillo a toda la guarnición de Malagón tras conquistarla, cuando la costumbre habitual en España era forzar una capitulación y permitir que los andalusíes se marcharan, e incluso, que vivieran extramuros, lo que permitía conservar la fuerza de trabajo, máxime cuando escaseaban los repobladores cristianos. En la posterior toma de la fortaleza de Calatrava (Calatrava la Vieja) Alfonso VIII había pactado con los miembros de la guarnición no matarlos en caso de que fueran vencidos, impidiendo lo ocurrido tras la toma de Malagón. Al-Marrakusi, historiador musulmán, corrobora la versión de que fueron «los franceses y gente de Cruzada» (en expresión de las crónicas) quienes no aceptaron el trato y exigían que los matasen. En principio habría que tener en cuenta el testimonio de la carta que Alfonso VIII escribió al papa, explicando que el regreso de los cruzados se debió al desgaste físico causado por el calor en gentes «que solían vivir entre sombras en regiones templadas», pero el rey castellano quizá no quiso mostrar excesiva disidencia con los cruzados, convocados por la predicación del papado. Otra causa posible fue la impaciencia por encontrarse con el ejército almohade, ya que durante la marcha se estaban demorando demasiado en tomar fortificaciones, y los ultramontanos temían que Alfonso VIII los estuviera utilizando para ampliar su reino, en lugar de para acabar con los infieles almohades. Según el testimonio de Blanca de Castilla, el rey de Castilla pensó en aprovechar el gran ejército reunido para atacar al de León, y estos rumores se habrían propagado entre los cruzados. En todo caso, sin descartar el cansancio psíquico y físico causado por el calor del verano del centro-sur peninsular (los caballeros estaban ataviados con gruesas telas y cotas de malla), la falta de logística, que ocasionó numerosos problemas de abastecimiento, e incluso hambre, no parece suficiente causa para tamaña desafección.

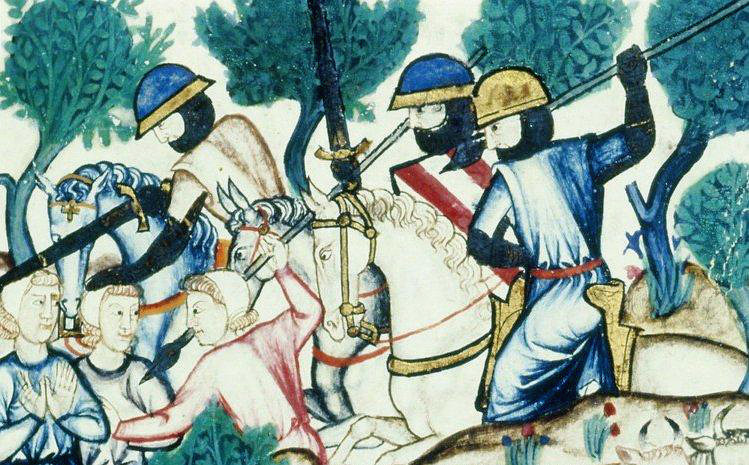
Caballería y peones luchando en una zona boscosa en una miniatura de las Cantigas de Santa María del rey Alfonso X el Sabio (1252-1284). Cantiga 106.

La deserción de los ultramontanos fue masiva. Solo eligieron quedarse unos 150 caballeros, entre los cuales se pueden citar a varios nobles de la diócesis de Vienne y de la región de Poitou, como Teobaldo de Blazón (Thibaut de Blaison), hijo del castellano Pedro Rodríguez de Guzmán, en su mayor parte del Languedoc, con el arzobispo de Narbona Arnaldo Amalric a la cabeza, ya que muchos de sus señores eran vasallos o aliados de Pedro II de Aragón. Mermó en buena medida las huestes cristianas, pero el ejército restante de unos 14 000 hombres seguía siendo uno de los más grandes que se habían visto en la península. Aunque no muy numerosos, después de la conquista de Calatrava, se añadieron 200 caballeros navarros dirigidos por Sancho VII.
Las tropas cristianas se encaminaron hacia la zona rasa en que se encontraban acantonados los musulmanes. Es decir, Navas de Tolosa, o llanos de La Losa, puntos cercanos a la localidad de Santa Elena (donde se ha abierto un Centro de Interpretación de la Batalla), al noroeste de la provincia de Jaén. La previsión era, pues, librar una gran batalla campal. Sin embargo, An-Nasir decidió cortar el acceso del enemigo al valle, y para ello situó hombres en puntos clave, de forma tal que los cristianos quedaron rodeados por montañas y, por tanto, con una muy limitada capacidad de maniobra.
A pesar de todo, los cristianos consiguieron superar la adversidad: harían el movimiento de aproximación al enemigo por el oeste, a través de un paso llamado Puerto del Rey, que les permitió cruzar la sierra para luego, ya en terreno llano, marchar contra el rival. Cuentan las crónicas castellanas que quien reveló a las tropas la existencia de esta senda fue un pastor local, a quien algunos autores identifican con Martín Alhaja, mientras que otros relatos atribuyen la revelación del paso a San Isidro, polémica que generó encendidos debates en el siglo XVIII.

## La batalla

### Disposición

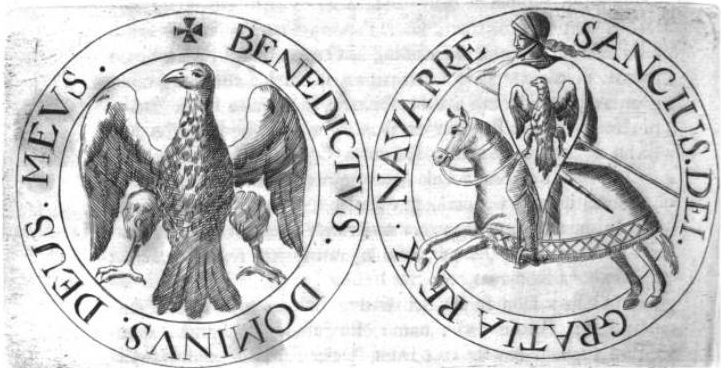
Representación moderna del sello de Sancho VII de Navarra, su emblema personal, no continuado como emblema heráldico por su linaje, que adoptó el escudo de Teobaldo I, constituido por unos radios que semejaban a los refuerzos metálicos (miniatura y bloca) de los escudos del. El blasón de la dinastía de Navarra solo adoptará valor emblemático a partir de 1260 con Teobaldo II.

Los ejércitos cristianos llegan el viernes 13 de julio de 1212 a Las Navas, y se producen pequeñas escaramuzas durante el sábado y domingo siguientes. El lunes, 16 de julio, atacan a las huestes almohades. Se dispusieron en tres haces o líneas de cuerpos de ejército.
En el centro de la vanguardia se situó la hueste del señor de Vizcaya Diego López II de Haro compuesta según las crónicas por quinientos caballeros, que incluía su mesnada señorial (con su hijo Lope Díaz y otros parientes), algunos caballeros cistercienses, los occitanos al mando del arzobispo de Narbona Arnaldo Amalric (si bien, según su propio testimonio, se colocaría más retrasado), los escasos ultramontanos restantes, voluntarios leoneses (entre otros Sancho Fernández de León, según el Tudense en su Chronicon mundi y otras posteriores, como la Crónica de veinte reyes y la Crónica de Castilla, hijo del rey de León Fernando II), portugueses y otros caballeros jóvenes. En el flanco izquierdo se posicionó el rey de Aragón Pedro II, y a su vanguardia pudo estar su sobrino Nuño Sánchez (que había sido armado caballero antes de la batalla) y García Romeu, aunque otras fuentes los sitúan en la medianera o la zaga (como Jerónimo Zurita), junto a su rey.
Ocupando el centro del haz medianero se situaron los caballeros de las órdenes militares (santiaguistas, templarios, hospitalarios, calatravos comandados por Pedro Arias, Gómez Ramírez, Gutierre Ramírez y Rodrigo Díaz de Yanguas, respectivamente), junto con otras mesnadas de magnates castellanos y milicias concejiles de Toledo, Valladolid, Soria o Cuenca, entre otras. Fue dirigido por Gonzalo Núñez, de la Casa de Lara. Otros señores de Castilla destacados fueron el portaestandarte del rey de Castilla Álvaro Núñez y Fernando Núñez, el mayor de los tres hijos de Nuño Pérez de Lara presentes en la contienda. Rodrigo Díaz, del linaje de los Cameros, comandaba el costado derecho del cuerpo central, donde luchó su hermano Álvaro Díaz. De los Girón destaca el mayordomo real Gonzalo Ruiz, que combatió con sus hermanos Pedro, Nuño y, posiblemente, Álvaro.

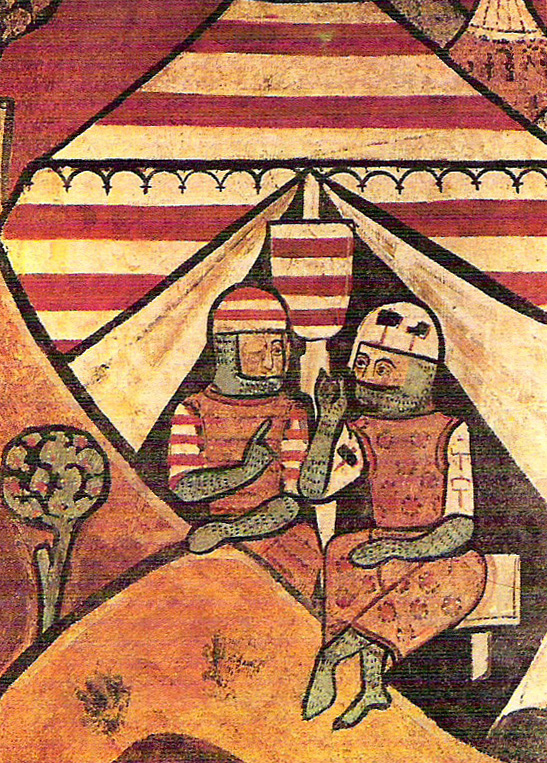
Hugo IV de Ampurias con Pedro Maza durante la conquista de Mallorca. Hugo IV, del Condado de Ampurias, rindió vasallaje a Pedro II de Aragón en 1210 y marchó con él a la campaña de Las Navas. Tanto la Cronica de Castilla (c. 1300) como Zurita citan al aragonés Pedro Maza combatiendo en esta batalla con el conde Hugo.

Todo el flanco izquierdo lo ocupó, dividido en vanguardia, medianera y retaguardia, el ejército de Pedro II de Aragón, reforzado por infantería y ballesteros, y con milicias concejiles y de otros señores, como el conde de Urgel Guerau IV de Cabrera, el de Ampurias Hugo IV (posteriormente comandante de Jaime I en la conquista de Mallorca), Sancho I de Cerdaña (hermano menor de los reyes Alfonso II de Aragón y Pedro II), el mayordomo real y quizá también alférez Miguel de Luesia, Artal de Foces, Rodrigo de Lizana, Jimeno de Aibar, el vizconde de Cardona Guillem I (y su hijo Ramón Folc o Ramón Fulcón), Guillem IV de Cervera (y su hijo Ramón de Cervera o Ramón de Ponteves), Guillem Aguiló de Tarragona, Lope Martínez de Luna o Lope Ferrench de Luna (Lope Fernández en las fuentes castellanas) de Luna, Arnaldo (o Arnal) de Alascaún, Blasco Romeo o Romeu (quizá pariente de García Romeu), Pedro de Ahones, Martín de Caneto o Blasco de Alagón entre otros ricoshombres. García Romeu (Romero en las fuentes castellanas), dirigió la vanguardia, al costado izquierdo de la castellana, mientras que Aznar Pardo y Simón Cornel comandaron los costados del haz central, y Jimeno Cornel (o Ximén) el núcleo. Entre los prelados, que previsiblemente se situaron en retaguardia junto al rey, se citan al recién elegido obispo de Barcelona, Berenguer de Palou, y al de Tarazona, García Frontín I.
El flanco derecho del ejército cristiano lo sostuvo Sancho VII el Fuerte de Navarra (llamado así por su gran estatura, que se ha calculado en torno a los 220 cm) con Don Pedro González de Medrano, que asistió a la jornada victoriosa de Las Navas de Tolosa (1212), formando parte de la brillante comitiva que acompañaba a D. Sancho el Fuerte, y constituyó la nobleza más significativa del reino, los caballeros navarros y las milicias concejiles castellanas de Ávila, Segovia y Medina del Campo, entre otras fuerzas. Entre las potestades que componían su séquito se citan (aunque en crónicas castellanas tardías), su alférez Gómez Garceiz de Agoncillo, García Almoravid, Pedro Martínez de Lehet y Pedro García de Arróniz.
En la retaguardia se situaron los reyes al frente de sus mesnadas reales. En el centro Alfonso VIII dirigiendo toda la estrategia, con los caballeros de su curia real y las tropas del arzobispo de Toledo Jiménez de Rada y los obispos de las principales sedes castellanas: Tello Téllez de Meneses de Palencia, quien combatió junto con sus hermanos Alfonso y Suero), Rodrigo de Sigüenza, Melendo de Osma, Bricio de Plasencia, Pedro Instancio de Ávila, Juan Maté de Burgos y Juan García de Agoncillo de Calahorra.
El grueso de las tropas almohades provenían de los territorios de al-Ándalus y soldados bereberes del norte de África, además de la guardia real, tropa de élite que rodeaba el corral de Miramamolín, compuesta fundamentalmente por fornidos subsaharianos. También situó a los voluntarios en la vanguardia, que eran los más predispuestos para el sacrificio de la yihad, y con ellos formaba la caballería ligera, las tropas de más movilidad, que podían usar venablos o arcos, incluso desde la caballería ligera, como los arqueros a caballo kurdos, y ballestas. Tras los voluntarios yihadistas colocó los cuerpos centrales del ejército: tanto de origen magrebí como andalusí. Las tropas andalusíes contaban con una caballería más similar a la cristiana, una caballería pesada, producto del contacto tecnológico en las guerras peninsulares desde hacía largo tiempo. Finalmente, los cuerpos de élite en la retaguardia, y por último, el palenque de An-Nasir, una estructura fortificada con cestos de flechas e incluso animales (camellos, bestias de carga) y otros elementos defensivos; todo el recinto estaba protegido por filas de arqueros, lanceros y ballesteros. Finalmente un cuerpo de guardia de hombres de gran envergadura física (la célebre «Guardia Negra» formada en falange con grandes picas apoyadas en el suelo), con arqueros y ballesteros de refuerzo.

### Desarrollo
Tras una carga o espolonada de la primera línea o haz de las tropas cristianas, capitaneadas por el vizcaíno don Diego López II de Haro, que hicieron huir a la vanguardia de voluntarios musulmanes, los almohades, que doblaban ampliamente en número a los cristianos, realizan la misma táctica que años antes les había dado tanta gloria. La caballería ligera y los arqueros de la vanguardia, poco armados pero ligeros, simulan una retirada inicial frente a la carga para contraatacar luego, táctica de los ejércitos islámicos conocida como tornafuye, con el apoyo final del grueso de sus fuerzas de élite en el centro. A su vez, desde los flancos de caballería ligera almohade, equipada con arco, tratan de dañar a los atacantes realizando una excelente labor de desgaste y, finalmente, las haces centrales andalusíes y bereberes rematarían la maniobra envolviendo al ejército cristiano gracias a su mayor número de tropas. Recordando la batalla de Alarcos, era de esperar esa táctica por parte de los almohades.

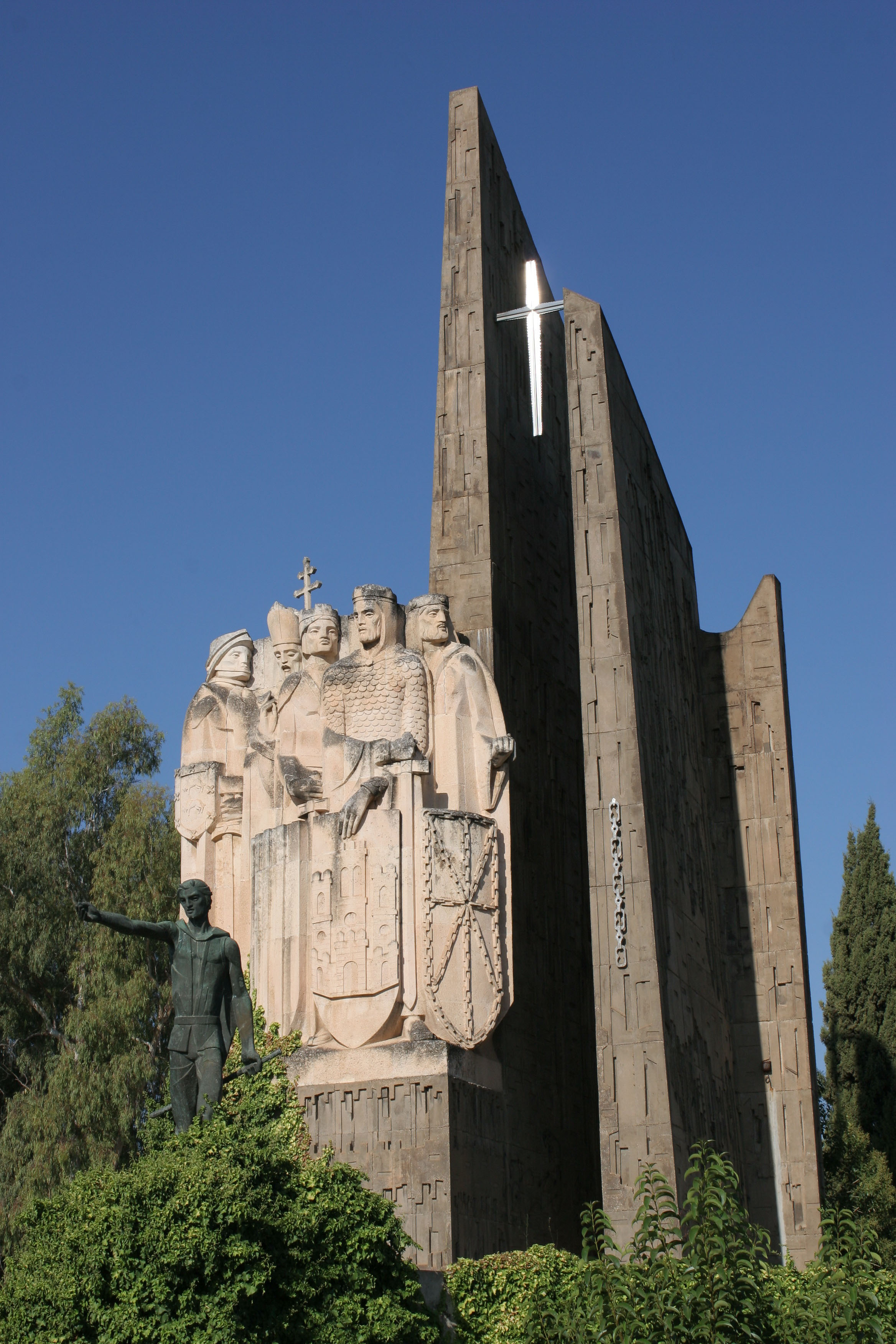
Monumento a la batalla de Las Navas de Tolosa (La Carolina, Jaén)

Sin embargo, ante el peligro de verse rodeados por el enorme ejército almohade, Diego López II de Haro ordenó en este caso estabilizar el haz y mantener una línea de frente sin internarse excesivamente en el ejército enemigo persiguiendo a los fugitivos voluntarios y a la caballería ligera. En ese momento, el haz central del ejército almohade avanzó hacia la línea de López de Haro, que comenzaba a flaquear ante la duración del esfuerzo anterior y el hecho de que su avance había sido en subida. Mientras, la caballería andalusí comenzó el movimiento envolvente. Este punto crítico de la batalla sucedió al mediodía, y se mantuvo con movimientos de ataque y contraataque a lo largo de bastante tiempo sin que la iniciativa se decantara claramente por ninguno de los bandos. Posiblemente, en un momento de la batalla, el avance y la maniobra envolvente desde los flancos de las tropas almohades estuvieron a punto de decidir la victoria.
En ese punto Alfonso VIII ordena rechazar los avances por los flancos del enemigo, para sostener un haz central sólido. Es entonces cuando entraría en juego el grueso de la caballería cristiana, quizá la aragonesa por el flanco izquierdo y la navarra y concejil por el derecho, o incluso con un movimiento de la caballería castellana hacia el flanco más débil. En todo caso, el bando cristiano consiguió detener a los musulmanes en los flancos y estabilizar de nuevo las haces.
Finalmente, ya entrada la tarde, Alfonso VIII ordenó el avance en bloque de toda la retaguardia cristiana, poniendo en combate la mejor parte de sus tropas, la caballería pesada y todo el resto del ejército en un esfuerzo de avance intenso que hizo ceder la estabilidad de las líneas islámicas hasta obligarlas a su retirada. Cuando se produjo la desbandada, la multitud de efectivos musulmanes agravó la situación y los cristianos lograron acceder hasta el real de An-Nasir, de donde tuvo que huir precipitadamente. Según las fuentes más fiables, la ocupación del palenque se llevó a cabo prácticamente a un tiempo por parte de castellanos por la derecha y aragoneses por la izquierda, por lo que la leyenda de que fue el rey de Navarra quien accedió el primero al real almohade ha de ser rechazada. Esta leyenda es una recreación posterior que sirvió para dar origen a las cadenas del escudo de Navarra. Como se ha visto, el real no estaba fortificado por cadenas, sino que era un elemento que en ocasiones utilizaba la guardia personal del califa para que no tuvieran la tentación de huir, aunque este aspecto pudo ser ocasional y hasta legendario, pues difícilmente se puede pensar en que un cuerpo de élite vaya encadenado, ya que disminuiría mucho su capacidad para el combate.[cita requerida]
Tras la retirada almohade, el ejército cristiano emprendió la persecución hasta la caída del sol, movimiento final habitual que servía para adquirir el botín de guerra. El alcance (o persecución) se extendió por espacio de unos veinte o veinticinco kilómetros.
La precipitada huida a Jaén de An-Nasir proporcionó a los cristianos un ingente botín de guerra. De este botín la leyenda propagó que se conserva el pendón de Las Navas de Tolosa en el monasterio de Las Huelgas en Burgos. Sin embargo, el célebre pendón de las Navas de Tolosa fue un trofeo conseguido por Fernando III de Castilla en la conquista del valle del Guadalquivir a mediados del siglo XIII.
Miriam Ali-de-Unzaga ha argumentado que este estandarte fue tejido a mediados del siglo XIV y que muy posiblemente sea de origen meriní, por sus similitudes con los estandartes meriníes del siglo XIV, capturados en la Batalla del Salado (1340) que se conservan en la Catedral de Toledo. Sin embargo, no se puede descartar una posible producción nazarí, ya que el Pendón contiene varios y numerosos elementos presentes también en el arte de esta dinastía.

## Consecuencias

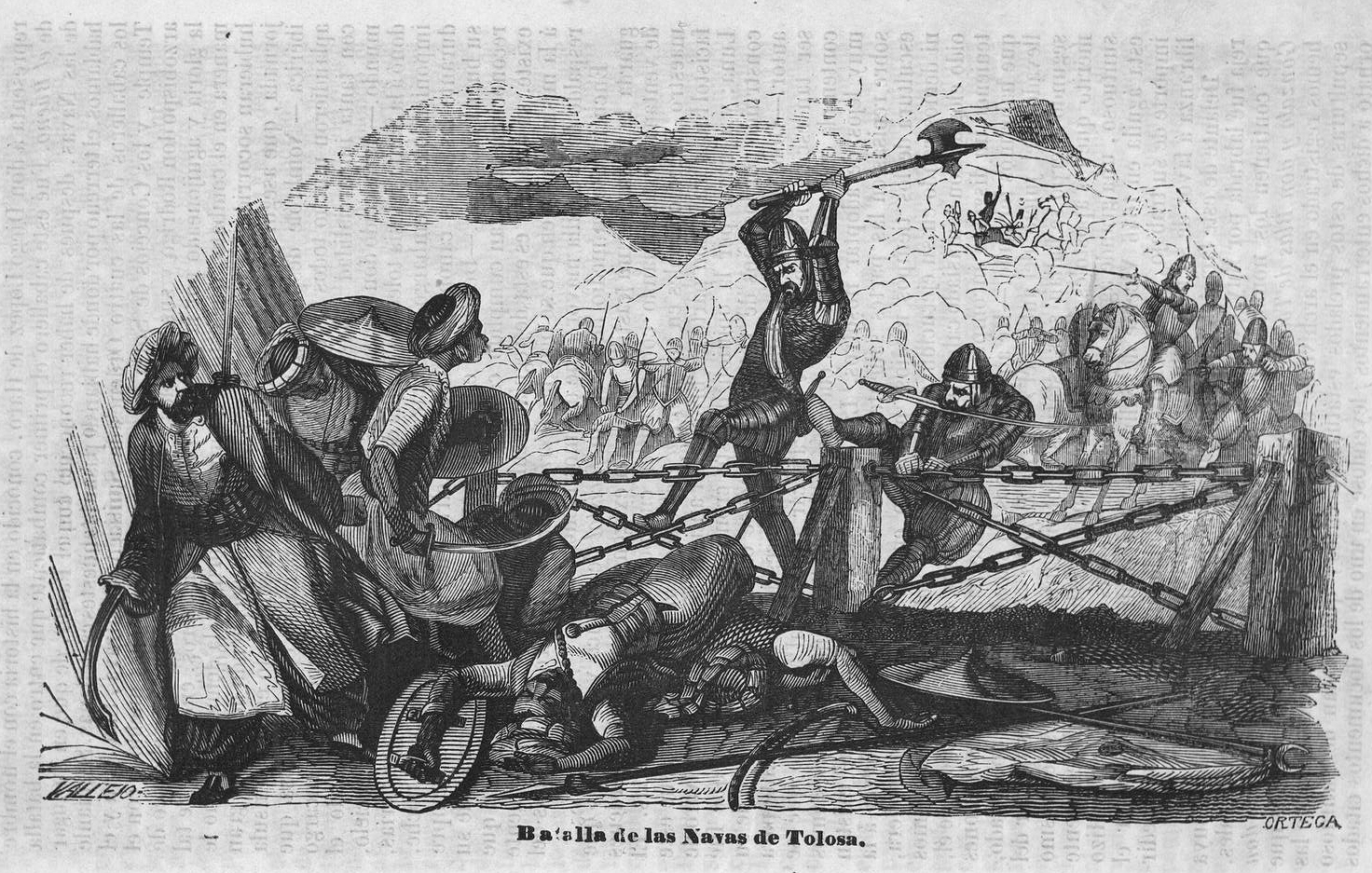
Grabado del siglo de la batalla

Las consecuencias de esta batalla fueron decisivas. Aunque no supuso el fin del Imperio almohade, la derrota militar conllevó un significativo declive de los almohades en la península ibérica y el Magreb la década posterior. También dio un impulso a las conquistas cristianas posteriores. El mismo Alfonso VIII conquistó después en la batalla de Úbeda, en ese mismo año, Úbeda y Baeza, llaves de la cuenca del Guadalquivir. A partir de entonces, el nieto de Alfonso VIII, Fernando III de Castilla, tomó Córdoba en 1236, Jaén en 1246 y Sevilla en 1248. 
En 1243, el emir de la taifa de Murcia (Ibn Hud al-Dawla) firmó las capitulaciones de Alcaraz con el infante Alfonso de Castilla en representación de Fernando III, aceptando el protectorado de los reinos de Castilla y de León. Alfonso el Sabio tomaría Murcia y Orihuela en 1243, Cartagena en 1245 y Alicante en 1248.
Posteriormente, el rey Fernando se apoderó de Arcos, Medina Sidonia y Jerez, y su hijo Alfonso X el Sabio de Cádiz en 1265. En 1252, Fernando preparaba su flota y ejército para la invasión de las tierras almohades en África. Pero murió en Sevilla el 30 de mayo de 1252, durante un brote de peste en el sur de España. Solo la muerte de Fernando impidió que los castellanos llevaran la guerra a los almohades en la costa mediterránea. Jaime I de Aragón conquistó las Islas Baleares (desde 1228 en los siguientes cuatro años) y Valencia (la ciudad capituló el 28 de septiembre de 1238).
En 1252 el imperio almohade estaba casi acabado, a merced de otra potencia africana emergente. En 1269, una nueva asociación de tribus africanas, los meriníes, tomó el control del Magreb, y la mayor parte del antiguo imperio almohade estaba bajo su dominio. Más tarde, los meriníes trataron de recuperar los antiguos territorios almohades en Iberia, pero fueron definitivamente derrotados por Alfonso XI de Castilla y Alfonso IV de Portugal en la Batalla del Salado, el último gran encuentro militar entre grandes ejércitos cristianos y musulmanes en España.
Las consecuencias inmediatas de la batalla fueron: los cristianos obtuvieron el control de algunos pasos de Sierra Morena, los castillos de Vilches, Ferral, Baños de la Encina y Tolosa. La adquisición de Baeza se debió a que había sido abandonada por los musulmanes, y en lugar de ocuparla inmediatamente, la destruyeron. Úbeda fue conquistada por asedio, pero los cristianos la tuvieron que abandonar pasados pocos días.
La fortaleza de Calatrava la Nueva, perteneciente al término de Aldea del Rey, fue construida por los Caballeros de la Orden de Calatrava, utilizando prisioneros musulmanes de la batalla de Las Navas de Tolosa, entre 1213 y 1217. Llevaron a cabo un arduo proceso de reevangelización del territorio que comprendía la construcción de nuevos templos y santuarios y la reconstrucción de los primitivos edificios visigodos, como el santuario de Santa María del Monte de Bolaños de Calatrava.
Por otro lado supuso el dominio definitivo de la llanura manchega con la posterior conquista de la fortaleza de Alcaraz un año después.

## Leyendas tardías

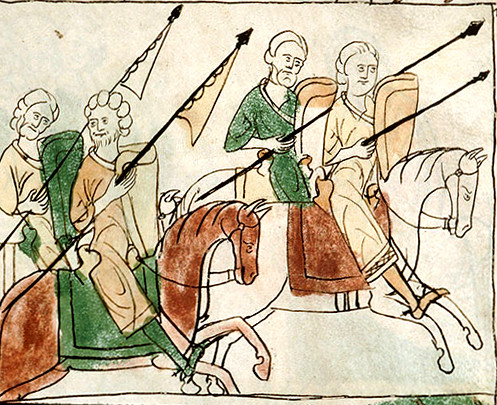
Caballería en una biblia ilustrada navarra de 1197. Se aprecia el arzón en la parte trasera de la silla de montar, que servía para sujetar al caballero en las cargas de caballería, en las que se arremetía al enemigo con una pesada lanza, táctica que se consolidó en el.

Son fuentes tardías las que transmiten que el rey Sancho VII de Navarra aprovechó que la milicia había trabado combate a su flanco para dirigirse directamente hacia Al-Nasir. Según estas tradiciones, los doscientos caballeros navarros, junto con parte de su flanco, atravesaron su última defensa, los im-esebelen, una tropa escogida especialmente por su bravura que se enterraban en el suelo o se anclaban con cadenas para mostrar que no iban a huir. En realidad la Guardia Negra del emir An-Nasir estaba armada con picas, o hastas, con las que creaban una especie de falange para defender el real almohade, pero no es seguro que estuvieran encadenados, como afirman las leyendas posteriores. Según esta leyenda la unidad navarra fue la primera en romper las cadenas (suponiendo que el palenque estuviera rodeado de cadenas) y pasar la empalizada, lo que explicaba la incorporación de cadenas al escudo de Navarra.
Estas crónicas legendarias relatan que en recuerdo de su gesta, el rey de Navarra incorporó las cadenas a su escudo de armas, cadenas que posteriormente también se añadieron en el cuartel inferior derecho del escudo de España. Sin embargo, está demostrado que Sancho VII no cambió de escudo después de la batalla. El origen del escudo de Navarra en realidad está en la bloca y refuerzos metálicos que solían incorporar los escudos almendrados del siglo XII, y de la que hay ejemplos anteriores; según Tomás Urzainki se puede encontrar en la iglesia de San Miguel de Estella (1160), en un relieve de la catedral de Chartres (1164) y en miniaturas de la Biblia de Pamplona (1189); el escudo blocado aparece en los sellos de los reyes Sancho VI el Sabio y Teobaldo I de Navarra, además de en los del conde de Barcelona Ramón Berenguer IV, y con el tiempo fue evolucionando y dando lugar a la leyenda.

## La batalla en la cultura popular
En Burgos se festeja cada año la fiesta del Curpillos en conmemoración a esta batalla. En 2023, fue estrenada en salas de cine de toda España la película "1212. La batalla de Las Navas de Tolosa", siendo el primer documental sobre la batalla. El largometraje, que apoya su narrativa en el trabajo realizado por los arqueólogos de la Universidad de Jaén, está dirigido por Santiago Mazarro y cuenta con intervenciones de Francisco García Fitz o Maribel Fierro.

</ref>

## Iconografía
La batalla ha sido tema tratado en la pintura de historia, con obras de Francisco de Paula Van Halen (Batalla de Las Navas de Tolosa), Antonio Casanova y Estorach (Alfonso VIII arengando a sus tropas antes de la batalla de las Navas de Tolosa) y Marceliano Santa María (El triunfo de la Santa cruz) entre otros. Hay también una escultura en bronce, por Jacinto Higueras Fuentes (Monumento a las Batallas de las Navas de Tolosa y Bailén).

## Multimedia
- El lunes de Las Navas. Vídeo según idea y guion de Carlos Vara Thorbeck. La aventura de la historia. Universidad de Málaga.
- Francisco de Paula Van Halen, La batalla de Las Navas de Tolosa, 1864. Museo del Prado.